# Andritz Ursprung
Andritz Ursprung är en källa i Österrike.   Den ligger i förbundslandet Steiermark, i den östra delen av landet, 140 kilometer sydväst om huvudstaden Wien. 
Terrängen runt Andritz Ursprung är kuperad åt nordväst, men åt sydost är den platt. Terrängen runt Andritz Ursprung sluttar söderut. Runt Andritz Ursprung är det mycket tätbefolkat, med 1 692 invånare per kvadratkilometer.. Närmaste större samhälle är Graz, 7,5 kilometer söder om Andritz Ursprung. 
Runt Andritz Ursprung är det i huvudsak tätbebyggt.